# Rivière Garneau (rivière Turgeon)
Pour les articles homonymes, voir Garneau.
La rivière Garneau est un affluent de la rivière Turgeon, coulant en dans le district de Cochrane au Nord-Est de l'Ontario et dans la municipalité d'Eeyou Istchee Baie-James au Québec (Canada).

## Toponymie
Le toponyme « rivière Garneau » a été officialisé le 5 décembre 1968.